# Луций Корнелий Лентул Кавдин
Вижте пояснителната страница за други личности с името Луций Корнелий Лентул.
Луций Корнелий Лентул Кавдин (на латински: Lucius Cornelius Lentulus Caudinus; † 213 пр.н.е.) e политик на Римската република през 3 пр.н.е.
Кавдин произлиза от клон Лентул на фамилията Корнелии. Син е на Луций Корнелий Лентул Кавдин (консул 275 пр.н.е.) и брат на Публий Корнелий Лентул Кавдин (консул 236 пр.н.е.).
През 237 пр.н.е. Луций е избран за консул заедно с Квинт Фулвий Флак. Следващата година (236 пр.н.е.) той е цензор, а брат му консул.
Преди 221 пр.н.е. Кавдин става понтифекс (pontifex maximus). На тази позиция е до 213 пр.н.е. През 220 пр.н.е. той става princeps senatus.